# Краснохвостая якамара
Краснохвостая якамара (лат. Galbula ruficauda) — певчая птица из семейства якамаровых.

## Описание
Длина тела от 23 до 28 см. Краснохвостая якамара — ярко окрашенная птица. Верхняя часть тела у неё имеет глянцево-радужный оттенок. У самки горло светло-жёлтое. Молодые птицы окрашены скромнее.

## Распространение
Обитает во вторичных лесах Мексики, Центральной Америке, от тропиков южной Америки до Северной Бразилии.

## Питание
Питаются насекомыми. Увидев добычу, они срываются с места и хватают её на лету. Затем возвращаются на своё место, где и поедают добычу. Крупных насекомых птицы убивают ударами о ветку.

## Размножение
Для гнезда самка роет нору в земле. Насиживают яйца оба родителя в течение 19—23 дней. Они кормят птенцов, пока те не научатся летать — до 3-х недель.